# Merremia cielensis
Merremia cielensis är en vindeväxtart som beskrevs av J.A.Mcdonald. Merremia cielensis ingår i släktet Merremia och familjen vindeväxter. Inga underarter finns listade i Catalogue of Life.